# 2012 ve filmu
V roce 2012 oslavily 100. výročí existence společnosti Paramount Pictures a Universal Pictures. Dvacátá třetí oficiální bondovka Skyfall vyšla padesát let po prvním filmu série. Daný rok také zaznamenala debut technologie High Frame Rate. Prvním filmem, jenž byl natočen rychlostí 48 snímků za sekundu namísto 24 hertzů se stal Hobit: Neočekávaná cesta.
Níže je uveden seznam filmů, jejichž premiéra se uskutečnila v roce 2012.

## České filmy
- 7 dní hříchů (česko-slovenský film, režie: Jiří Chlumský)
- Až do města Aš (slovensko-český film, režie: Iveta Grófová)
- Bastardi 3 (režie: Tomáš Magnusek)
- Cesta do lesa (režie: Tomáš Vorel)
- Čtyři slunce (režie: Bohdan Sláma)
- DonT Stop (česko-slovenský film, režie: Richard Řeřicha)
- Dva nula (dokumentární film, režie: Pavel Abrahám)
- Hoří, má panenko, obnovená premiéra (režie: Miloš Forman)
- Hra o kámen (dokumentární film, režie: Jan Gebert)
- Karel Reisz, ten filmový život (dokumentární film, režie: Petra Všelichová)
- Konfident (slovensko-polsko-český film, režie: Juraj Nvota)
- Kozí příběh se sýrem (animovaný film, režie: Jan Tománek)
- Královská aféra (dánsko-švédsko-český film, režie: Nikolaj Arcel)
- Labyrint (režie: Tomáš Houška)
- Láska je láska (režie: Milan Cieslar)
- Láska v hrobě (dokumentární film, režie: David Vondráček)
- Líbáš jako ďábel (režie: Marie Poledňáková)
- Modrý tygr (česko-slovensko-německý film, režie: Petr Oukropec)
- Můj vysvlečenej deník (režie: Martin Dolenský)
- Největší přání (dokumentární film, režie: Olga Špátová)
- Občan K. (dokumentární film, režie: Michal Romeo Dvořák)
- Occamova břitva (režie: Dan Svátek)
- Odpad město smrt (režie: Jan Hřebejk)
- Okresní přebor – Poslední zápas Pepika Hnátka (režie: Jan Prušinovský)
- Polski film (česko-polský film, režie: Marek Najbrt)
- Posel (režie: Vladimír Michálek)
- Poslední výkřik (režie: Tomáš Kučera)
- Praho, má lásko (povídkový studentský film, režie: Tomáš Pavlíček, Viktória Dzurenková, Jakub Šmíd, Markéta Černá)
- Probudím se včera (režie: Miloslav Šmídmajer)
- Příběh z periferie (režie: Karel Hřib)
- Příliš mladá noc (česko-slovenský film, režie: Olmo Omerzu)
- Rok konopí (dokumentární film, režie: Petr Slabý)
- Sedmikrásky, obnovená premiéra (režie: Věra Chytilová)
- Signál (režie: Tomáš Řehořek)
- Soukromý vesmír (dokumentární film, režie: Helena Třeštíková)
- Svatá čtveřice (režie: Jan Hřebejk)
- Školní výlet (režie: Petr Šícha)
- Tady hlídám já (režie: Juraj Šajmovič mladší)
- Tambylles (studentský film, režie: Michal Hogenauer)
- Tmář a jeho rod aneb Slzavé údolí pyramid (dokumentární film, režie: Karel Vachek)
- Váňa (dokumentární film, režie: Jakub Wagner)
- Ve stínu (česko-slovensko-polský film, režie: David Ondříček)
- Věra 68 (dokumentární film, režie: Olga Sommerová)
- Vrásky z lásky (režie: Jiří Strach)
- Yuma (polsko-český film, režie: Piotr Mularuk)
- Záblesky chladné neděle (režie: Ivan Pokorný)
- Země česká, domov Tvůj! (dokumentární film, režie: Adolf Zika)
- Zítra bude líp (dokumentární film, režie: Martin Přívratský)

## Zahraniční filmy
- 21 Jump Street
- 47 Ronin
- Atlas mraků
- Avengers
- Bad Ass
- Bitevní loď
- Bídníci
- Bůh masakru
- Cesta na tajuplný ostrov 2
- Černobílý svět
- Do Říma s láskou
- Doba ledová 4: Země v pohybu
- Ďábel v těle
- Den zrady
- Děti moje
- Diktátor
- Extáze
- Faust
- G.I. Joe 2
- Happy Feet 2
- Hamlet podniká
- Havran
- Hněv Titánů
- Hry o život
- Hugo a jeho velký objev
- Hurá do Afriky!
- Iron Sky
- J. Edgar
- Jack a Jill
- Jedna mezi oči
- John Carter: Mezi dvěma světy
- Kazatel Kalašnikov
- Kdo, když ne my
- Kluk na kole
- Komedie omylů
- Konečná uprostřed cesty
- Kontraband
- Koupili jsme zoo
- Kouzelná parta
- Knoflíková válka
- Kronika
- Křtiny
- Lorax
- Love
- Madagascar 3
- Miláček
- Muppeti
- Muž na hraně
- Muži, kteří nenávidí ženy
- Nebezpečná metoda
- Nepřítel pod ochranou
- Neuvěřitelně hlasitě & nesmírně daleko
- Omyly jedné noci
- Paranorman
- Perfect Sense
- Prci, prci, prcičky: Školní sraz
- Rebelka
- Resident Evil: Odveta
- Rozchod Nadera a Simin
- Skyfall – 23. bondovka
- Sněhurka
- Sněhurka a lovec
- Speciální jednotka
- Spi sladce
- Star Wars: Epizoda 1-Skrytá hrozba
- StreetDance 2
- Stud
- Tady to musí být
- Ted
- Temný rytíř povstal
- Tohle je válka!
- Twilight sága: Rozbřesk – 2. část
- Underworld: Probuzení
- Válečný kůň
- Víla
- Vrtěti ženou
- West Side Story
- Za všechny prachy
- Zambezia
- Zkrat
- Znovu a jinak
- Ernani
- Hledá se Nemo 3D
- Jeden musí z kola ven
- Korzár
- Kouzelný ostrov
- La Traviata
- Marná opatrnost
- Meruňkový ostrov
- Muži v černém 3
- Navždy spolu
- Odvážná Merida
- Piráti
- Prometheus (režie: Ridley Scott)
- Raymonda
- Soumrak bohů
- Světlý pramen
- Titanic 3D
- Total Recall
- Žena v černém

## Ocenění a festivaly
Ceny udělované za počiny v roce 2012.
- 85. ročník udílení Oscarů – 24. února 2013
- 70. ročník udílení Zlatých glóbů – 13. ledna 2013
- Český lev 2012 – 2. března 2013
- MFFKV: Křišťálový glóbus – Henrik (Norsko), režie Martin Lund
- FF v Cannes: Zlatá palma – Láska (Rakousko), režie Michael Haneke

## Nejvýdělečnější filmy roku
Tabulka uvádí deset nejvýdělečnějších filmů, jejichž premiéra proběhla v roce 2012. Částky jsou uváděny v amerických dolarech.
| Top 10 nejvýdělečnějších filmů 2012 | Top 10 nejvýdělečnějších filmů 2012 | Top 10 nejvýdělečnějších filmů 2012 | Top 10 nejvýdělečnějších filmů 2012 |
| Pořadí                              | název filmu                         | studio                              | celosvětové tržby                   |
| ----------------------------------- | ----------------------------------- | ----------------------------------- | ----------------------------------- |
| 1.                                  | Avengers                            | Marvel Studios / Disney / Paramount | $1 511 757 910                      |
| 2.                                  | Skyfall                             | MGM / Columbia                      | $1 108 058 404                      |
| 3.                                  | Temný rytíř povstal                 | Warner Bros. / Legendary            | $1 081 041 287                      |
| 4.                                  | Hobit: Neočekávaná cesta            | Warner Bros. / MGM / New Line       | $979 947 000                        |
| 5.                                  | Doba ledová 4: Země v pohybu        | Fox / Blue Sky                      | $875 348 606                        |
| 6.                                  | Twilight sága: Rozbřesk - 2. část   | Lionsgate / Summit Entertainment    | $829 020 000                        |
| 7.                                  | Amazing Spider-Man                  | Columbia / Marvel Entertainment     | $752 216 557                        |
| 8.                                  | Madagaskar 3                        | Paramount / DreamWorks              | $742 110 251                        |
| 9.                                  | Hunger Games                        | Lionsgate                           | $686 533 290                        |
| 10.                                 | Muži v černém 3                     | Columbia                            | $624 026 776                        |

### Česko
Následující seznam řadí filmy podle návštěvnosti v českých kinech v roce 2012. Tržby a návštěvnost jsou uvedeny pouze za rok 2012.
| Pořadí | Titul                                         | Česká premiéra     | Diváků  | Tržby (Kč) |
| ------ | --------------------------------------------- | ------------------ | ------- | ---------- |
| 1      | Doba ledová 4: Země v pohybu                  | 28. června 2012    | 670 787 | 80 536 053 |
| 2      | Líbáš jako ďábel                              | 17. května 2012    | 501 235 | 54 612 524 |
| 3      | Skyfall                                       | 16. října 2012     | 478 820 | 56 221 459 |
| 4      | Hobit: Neočekávaná cesta                      | 13. prosince 2012  | 476 210 | 65 161 182 |
| 5      | Madagaskar 3                                  | 14. června 2012    | 456 558 | 51 723 620 |
| 6      | Twilight sága: Rozbřesk – 2. část             | 15. listopadu 2012 | 418 041 | 48 852 027 |
| 7      | Okresní přebor – Poslední zápas Pepika Hnátka | 29. března 2012    | 399 630 | 44 964 736 |
| 8      | Láska je láska                                | 29. ledna 2012     | 255 629 | 29 561 924 |
| 9      | Avengers                                      | 3. května 2012     | 254 814 | 32 332 443 |
| 10     | Temný rytíř povstal                           | 26. července 2012  | 240 742 | 28 908 163 |